# Shin Jae-hwi
Đây là một tên người Triều Tiên, họ là Shin.
Shin Jae-hwi  là nam diễn viên người Hàn Quốc. Anh được biết đến với các vai diễn trong các bộ phim truyền hình như Class of Lies , The Good Detective , XX , Everybody Knows , True Beauty và All of Us Are Dead. Anh cũng xuất hiện trong phim More Than Family với vai Jang Do-hoon.

## Đóng phim

### Phim điện ảnh
| Năm  | Tiêu đề          | Tiêu đề       | Vai trò      | Tham chiếu. |
| Năm  | Tiếng Anh        | Hàn Quốc      | Vai trò      | Tham chiếu. |
| ---- | ---------------- | ------------- | ------------ | ----------- |
| 2020 | More than family | 애비규환      | Jang Ho-hoon | [ 1 ]       |
| 2020 | Tasty Ending     | 맛있는 엔딩   | Sang-hyuk    | [ 2 ]       |
| 2021 | Tasty Ending 2   | 맛있는 영화 2 | Sang-hyuk    | [ 3 ]       |

### Phim truyền hình
| Năm  | Tiêu đề                  | Vai diễn        | Tham chiếu |
| ---- | ------------------------ | --------------- | ---------- |
| 2017 | 3 AM Season 2            | Si-hyuk         | [ 4 ]      |
| 2019 | Class of Lies            | Son Joon-jae    | [ 5 ]      |
| 2020 | XX                       | Seo Tae-hyun    | [ 6 ]      |
| 2020 | Nobody Knows             | Oh Doo-seok     | [ 7 ]      |
| 2020 | The Good Detective       | Park Hong-doo   | [ 8 ]      |
| 2020 | Awaken                   | Lee Tae-soo     | [ 9 ]      |
| 2020 | True beauty              | Lee Sung-yong   | [ 10 ]     |
| 2020 | Half-Fifty               | All-K           | [ 11 ]     |
| 2022 | All of Us Are Dead       | Park Chang-hoon | [ 12 ]     |
| 2022 | Juvenile Justice         | Seo-bum         | [ 13 ]     |
| 2022 | Link                     | Lee Jin-geun    | [ 14 ]     |
| 2023 | Duty After School        | Corporal Park   |            |
| 2023 | Tell Me That You Love Me | Jung Mo-dam     | [ 15 ]     |

### Chuỗi web
| Năm  | Tiêu đề         | Vai trò     | Tham chiếu |
| ---- | --------------- | ----------- | ---------- |
| 2022 | Bargain         | Chang-soon  | [ 16 ]     |
| 2023 | Moving          | Bang Ki-soo | [ 14 ]     |
| 2023 | Strong Underdog | Jong-bin    | [ 17 ]     |

### Xuất hiện trong video âm nhạc
| Năm  | Tiêu đề                  | Nghệ sĩ      | Chiều dài | Tham chiếu |
| ---- | ------------------------ | ------------ | --------- | ---------- |
| 2020 | I'd like it              | Jo Yeonho    | 4:10      | [ 18 ]     |
| 2022 | Are you beautiful or not | Kim Yong-jun | 3:00      | [ 19 ]     |

## Nhà hát
| Năm  | Tiêu đề                          | Tiêu đề tiếng Hàn  | Vai trò     | Tham chiếu |
| ---- | -------------------------------- | ------------------ | ----------- | ---------- |
| 2016 | Legendary Little Basketball Team | 전설의 리틀 농구단 | Ji-hoon     | [ 20 ]     |
| 2018 | Iron Mask                        | 아이언 마스크      | Mask member | [ 21 ]     |